# Personaggi di Swamp Thing
Questa pagina contiene un elenco dei personaggi di Swamp Thing

## Protagonisti

### Alec Holland
Alec Holland è il protagonista della storia. È uno scienziato che, trasformato dalla formula creata proprio da lui, diventa il mostro della palude (Swamp Thing).

### Abby Holland
Abigail "Abby" Arcane è la compagna di Swamp Thing e nipote di Anton Arcane.
Nel film Il mostro della palude (1982) il nome del personaggio diventa Alice Cable ed è stata interpretata da Adrienne Barbeau.

### Matt Cable
Mathew "Matt" Cable è un agente governativo apparso per la prima volta nel fumetto Swamp Thing.

## Antagonisti

### Anton Arcane
Anton Arcane è l'avversario principale, nonché l'arcinemico di Swamp Thing. È uno scienziato malvagio che ha dedicato la propria esistenza alla ricerca del segreto dell'immortalità.
Nel film Il mostro della palude (1982) è stato interpretato da Louis Jourdan e Ben Bates rispettivamente in versione umana e nella forma umanoide. Jourdan ha interpretato nuovamente il personaggio nel sequel del primo film Il ritorno del mostro della palude del 1989.

### Uomo Floronico
L'Uomo Floronico, il cui suo vero nome è il dottor Jason Woodrue, è uno scienziato pazzo proveniente da un'altra dimensione, talmente legato allo studio del mondo vegetale da aver trasformato se stesso in un ibrido uomo-pianta.

### William Arcane
William Arcane è il fratello di Abigail e avversario di Swamp Thing.

## Altri personaggi

### Linda Holland
Linda Holland è la moglie di Alec Holland. 
Nel film Il mostro della palude Linda è la sorella di Alec e viene uccisa da Anton Arcane.

### Gregori Arcane
Gregori Arcane è il padre di Abigail e William Arcane e fratello di Anton Arcane.

### Jude
Jude è un ragazzo di colore che aiuta Alice, apparso nel film Il mostro della palude.

### Ferret
Ferret è uno scagnozzo di Anton Arcane, apparso nel film Il mostro della palude.

### Bruno
Bruno è un altro scagnozzo di Anton Arcane, il quale, dopo essersi impossessato della formula segreta di Holland, sperimenta il siero su Bruno che si trasforma in un'innocua creatura simile a una scimmia. È apparso nel film Il mostro della palude.